# Émile Brugsch
Émile Brugsch (Berlino, 24 febbraio 1842 – Nizza, 14 gennaio 1930) è stato un egittologo e archeologo tedesco.

## Biografia

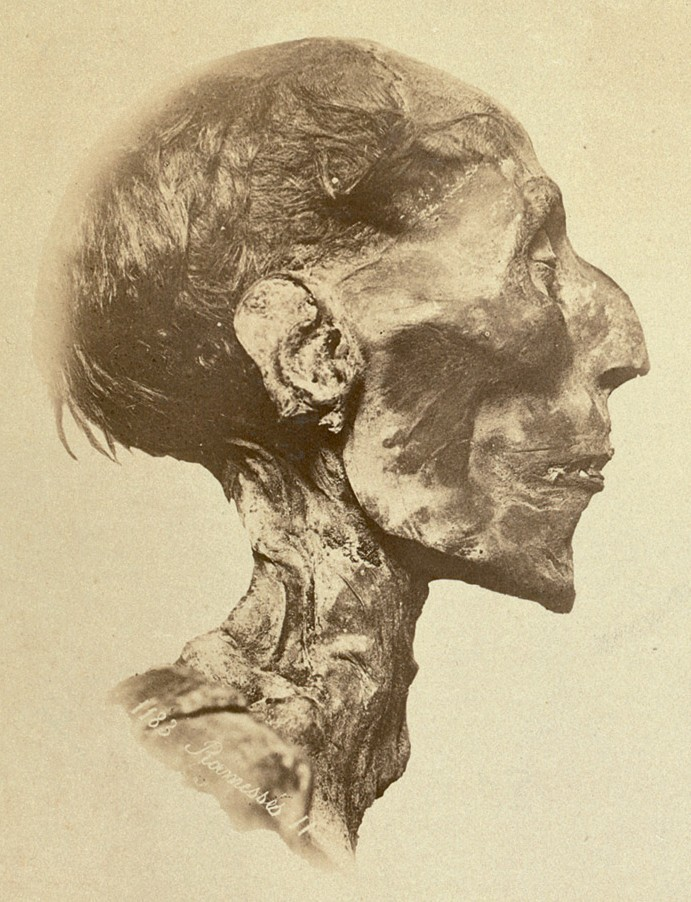
La mummia di Ramses II fotografata da Brugsch

È noto per essere l'ufficiale che coordinò il trasferimento delle mummie dalla tomba DB320 di Deir el-Bahari nel 1881 e per essere stato aiutante curatore del museo di Bulaq, quello che oggi è diventato il Museo di antichità egiziane del Cairo. Collaborò - sostituendo il fratello Heinrich Karl Brugsch dopo un'imbarazzante vendita di reperti museali - con Auguste Mariette, il grande studioso francese creatore del Museo Egizio del Cairo.
Brugsch aiutò anche lo scrittore ed occultista Aleister Crowley nel 1904, nella traduzione della Stele di Ankh-ef-en-Khonsu. La stele e la sua traduzione divennero parte integrante del The Book of the Law scritto dallo stesso Crowley, e la base per le sue scoperte delle pratiche filosofiche e religiose di Thelema.